# La puta de Babilonia
La Puta de Babilonia é um ensaio histórico e acadêmico sobre a Igreja Católica escrito pelo colombiano nauralizado mexicano Fernando Vallejo. A obra foi apresentada na Faculdade de Filosofia e Letras da Universidad Nacional Autónoma de México, e inicialmente publicada pela Editorial Planeta Mexicana S.A. no ano de 2007.
La puta de Babilonia (ou, em português, A Prostituta da Babilônia), na popular interpretação a qual o autor está afiliado, é o nome que os albigenses davam à Igreja Católica Romana, conforme o livro do Apocalipse (nos trechos 17:1 e 17:2, está escrito: “Vem, mostrar-te-ei a condenação da grande prostituta que está assentada sobre muitas águas; com a qual se prostituíram os reis da terra; e os que habitam sobre a terra se embriagaram com o vinho da sua prostituição”. Já o trecho 17:9 trataria sobre Roma, falando em “(…) sete montes, sobre os quais a mulher está assentada”, e o trecho 17:18 expressa: “E a mulher que viste é a grande cidade que reina sobre os reis da terra”).
A obra está situada na área dos estudos sobre a fé dogmática católica contemporânea e dos últimos mil e setecentos anos, abordando, nas 317 páginas sem divisão de capítulos da versão original em língua espanhola, a postura da Igreja no derramamento de sangue de vidas humanas e sua relação com o poder temporal. Em La puta de Babilonia, Vallejo desmistifica e busca mostrar o que está por trás dos pilares dessa instituição que ao longo de toda a obra é denominada La Puta (“A Prostituta”).
Uma menção ilustrativa do conteúdo de tal livro foi feita por Saramago em um entrevista. Saramago, respondendo sobre as polêmicas nas quais estava envolvido quando do lançamento do livro Caim em 2009, e se o lançamento de tal livro iria causar polêmicas na Espanha, disse o seguinte: “Não, em Espanha, não. Publicou-se lá recentemente um livro do Fernando Vallejo, La puta de Babilonia, que se fosse eu a escrever aquilo cá em Portugal tinham-me dependurado num desses candeeiros da avenida. É de uma violência de denúncia e de crítica que é um autêntico bota-abaixo”.

## Conteúdo
Apesar do livro não estar dividido em capítulos, podem ser distinguidos, exemplificativamente, os seguintes temas:
1. Os grandes crimes da Igreja Católica.
2. Os bispos de Roma destruindo cópias antigas dos evangelhos no século III d.C. (pág. 54).
3. Escolha dos vinte e sete textos para o Novo Testamento no Terceiro Concílio de Cartago em 397 (pág. 68).
4. Inexistência de provas da existência histórica de Cristo (pág. 81).
5. Contradições entre os evangelhos; inexatidões (págs. 89; 116).
6. Os evangelhos apócrifos (pág. 116).
7. A interpretação simbólica das "cretinadas bíblicas" (“cretinices bíblicas”) (pág. 157).
8. As operações tenebrosas do Banco do Vaticano (pág. 212).
9. Os papas dos séculos XIX e XX.
10. Como Ratzinger chegou ao papado calculadamente (pág. 292).

## Jesus emLa Puta de Babilonia
Em uma entrevista de divulgação do livro, Vallejo expressou a sua opinião de que Jesus é:
“um plano forjado por Roma, centro do império e do mundo helenizado, a partir do ano 100, reunindo traços tomados dos mitos de Átis da Frígia, Dionísio da Grécia, Buda do Nepal, Krishna da Índia, Osíris e seu filho Horus do Egito, Zoroastro e Mitra da Pérsia e toda uma série de deuses e redentores do gênero humano que o precederam em séculos, e ainda em milênios, e que o mundo mediterrâneo conheceu em razão da conquista da Pérsia e da Índia por Alexandre Magno”.
E prossegue:
“Atis morreu pela salvação da humanidade, crucificado em uma árvore, desceu ao submundo e ressuscitou no terceiro dia. Mitra teve doze discípulos; pronunciou um Sermão da Montanha, foi chamado de Bom Pastor, se sacrificou pela paz do mundo e ressuscitou aos três dias. Buda ensinou no templo aos 12 anos, curou enfermos, caminhou sobre a água e alimentou quinhentos homens com uma cesta de biscoitos; seus seguidores faziam votos de pobreza e renunciavam ao mundo; foi chamado de Senhor, Mestre, a Luz do Mundo, Deus dos Deuses, Altíssimo… Krishna foi filho de um carpinteiro, seu nascimento foi anunciado por uma estrela no oriente e esperado por pastores que lhe presentearam com especiarias…”

### Entrevistas em Áudio
- «Entrevista na Caracol Radio sobre a publicação de La puta de Babilonia 18-04-2007»

### Resenhas
- «Resenha de La Puta de Babilonia por César Jaramillo.»